# Олександрівська волость (Сосницький повіт)
Олександрівська волость — історична адміністративно-територіальна одиниця Сосницького повіту Чернігівської губернії з центром у містечку Олександрівка.
Станом на 1885 рік складалася з 22 поселень, 23 сільських громад. Населення — 11041 осіб (5448 чоловічої статі та 5593 — жіночої), 1459 дворових господарства.
|                     | Площа, десятин | У тому числі орної, дес. |
| ------------------- | -------------- | ------------------------ |
| Сільських громад    | 11082          | 5795                     |
| Приватної власності | 16986          | 4906                     |
| Іншої власності     | 316            | 24                       |
| Загалом             | 28384          | 10725                    |

Основні поселення волості:
- Олександрівка — колишнє державне та власницьке містечко при урочищі Клонині за 30 верст від повітового міста, 2232 особи, 283 двори, 2 православні церкви, школа, постоялий двір, 2 постоялих будинки, 2 лавки, базари по п'ятницях. За версту — винокурний завод. За 12 верст — цегельний і винокурний завод із водяним млином. За 2 версти — залізнична станція Мена. За 6 верст — залізнична станція Низківка.
- Буда — колишнє державне та власницьке село при річці Бреч, 610 осіб, 75 дворів, 2 постоялих будинки, лавка.
- Верхолісся — колишнє державне та власницьке село при річці Мень, 764 особи, 101 двір, постоялий будинок.
- Домашлин — колишнє державне та власницьке село, 1156 осіб, 185 дворів, православна церква, школа, постоялий будинок.
- Киселівка — колишнє державне та власницьке село при річці Мень, 3114 осіб, 445 дворів, православна церква, 3 постоялих будинки, 2 лавки.
- Корюківка — колишнє власницьке село, 1390 осіб, 189 дворів, 3 постоялих будинки, 2 лавки, бурякоцукровий і рафінадний заводи.
- Негодіївка (Андроник) — колишня державна слобода при річці Бречиця, 135 осіб, 14 дворів, православна церква.

1899 року у волості налічувалось 21 сільська громада, населення зросло до 17196 осіб (8635 чоловічої статі та 8561 — жіночої).